# Хеспенгау

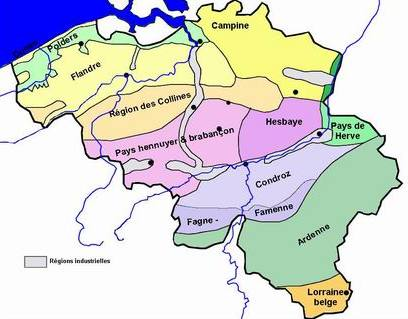
Эсбе на карте современной Бельгии (область закрашена розовым цветом)

Хеспенгау (нем. Hespengau), или Хаспенгау (нидерл. Haspengouw), или Эсбе́ (фр. Hesbaye) — так в раннем средневековье назывались земли вокруг Тонгерена, на юге современной бельгийской провинции Лимбург. Этот значительный феод в составе меровингской Австразии именовался в латинских текстах «Хесбанией» (лат. Hesbania); иногда попадается и «Испания» (лат. Hispania).
Местными феодалами или графами были представители рода Робертинов, которые имели огромный вес в политической жизни державы Каролингов и сменили их на французском престоле под именем Капетингов. Из этого рода происходили все короли Франции с 987 года, все короли Испании с 1714 года, а также некоторые короли Неаполя и Португалии. Дочь местного графа Ингермана, известная историкам как Ирменгарда из Хеспенгау, — супруга императора Людовика Благочестивого, мать Лотаря и Людовика Немецкого.
Император Генрих III в 1040 году передал Хеспенгау во владение епископов Льежских, под властью которых эта земля потеряла политическую идентичность. В настоящее время это довольно заурядная сельская местность с вкраплениями небольших городских поселений — таких, как Тонгерен, Синт-Трёйден, Билзен, Тинен и Ланден.